# Rajon Zentral (Cherson)
Der Rajon Zentral (ukrainisch Центральний район Zentralnyj rajon) ist ein administrativer Stadtteil der südukrainischen Oblasthauptstadt Cherson. Er umfasst das älteste Siedlungsgebiet der im 18. Jahrhundert gegründeten Stadt. Der 1965 gebildete Stadtrajon liegt zwischen den beiden andern großen Stadtgebieten Rajon Korabel im Südwesten und Rajon Dnipro im Nordosten.

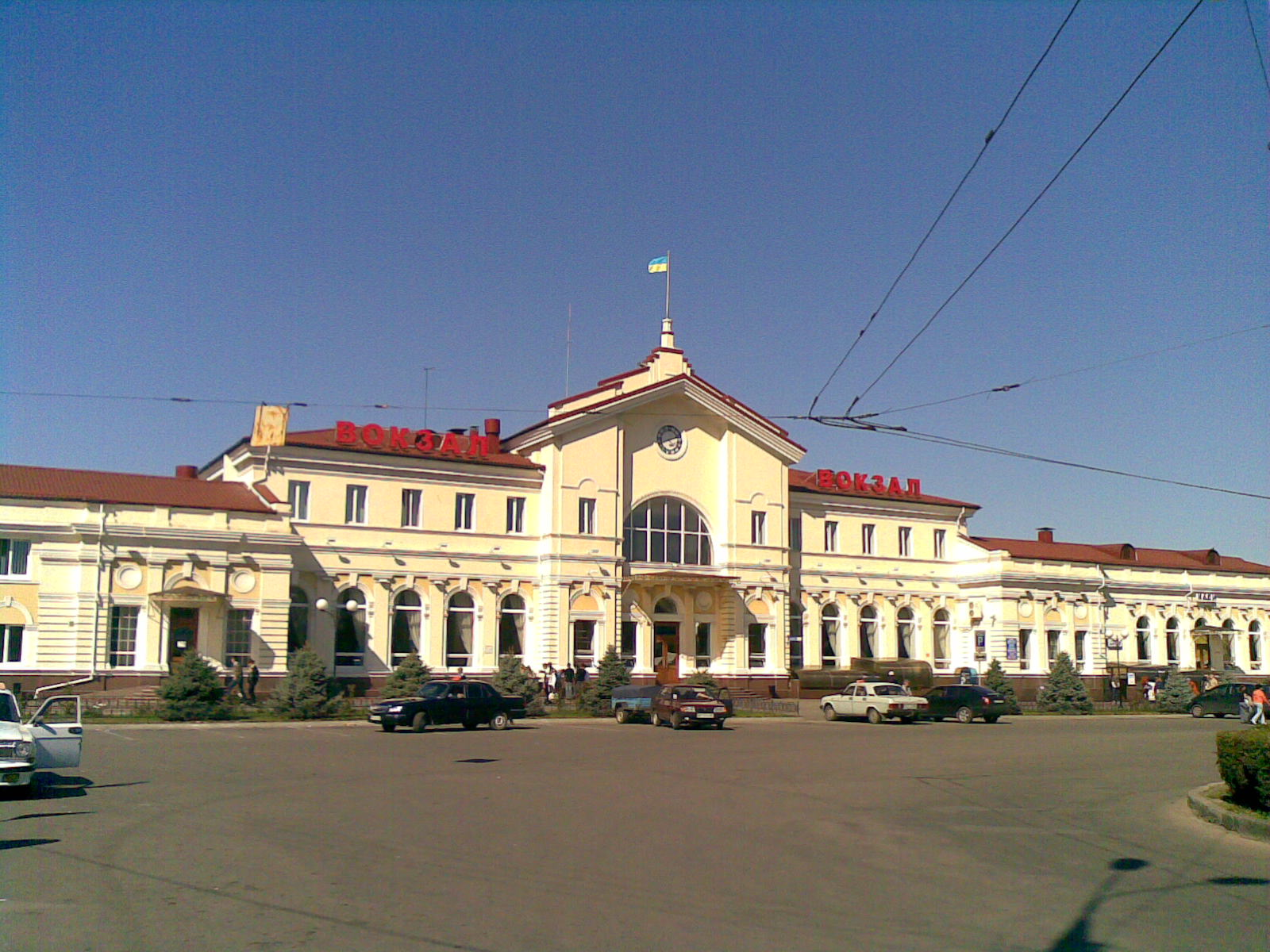
Bahnhof Cherson

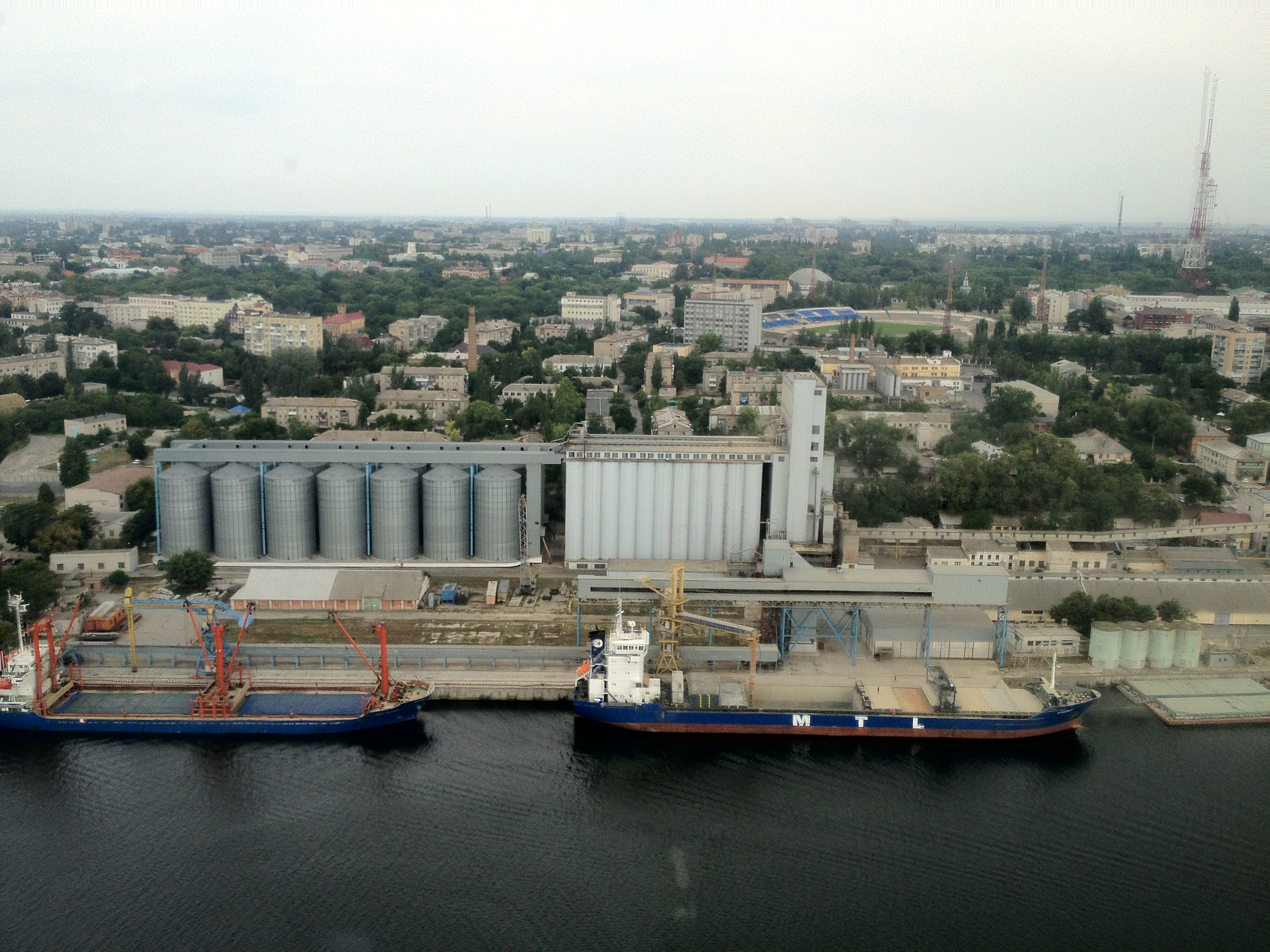
Schrägluftbild über den Dnepr auf das Ufergebiet des Rajon Suworow mit dem Hafenspeicher

## Geografie
Der Stadtteil erstreckt sich über ein Gebiet von 30 Quadratkilometern. Er wies (vor dem Krieg von 2022) eine Bevölkerung von etwa 130.000 Personen auf. Er umfasst auch die nördlich des Stadtzentrums liegenden „Mikrodistrikte“ Mlyny, Tawriyskji, Sewerni und Stepaniwka.
Der Stadtteil liegt am rechten Ufer des Dnepr mit dem Seehafen von Cherson. Das von Hafenanlagen und Logistikbetrieben überbaute, mit Werkgleisen erschlossene Ufer bietet in diesem Abschnitt keine öffentliche Strandpromenade außer dem Nabereschnapark, wo sich ein Schiffsanleger der Dnepr-Schifffahrt und das Denkmal für die ersten Schiffe befinden.

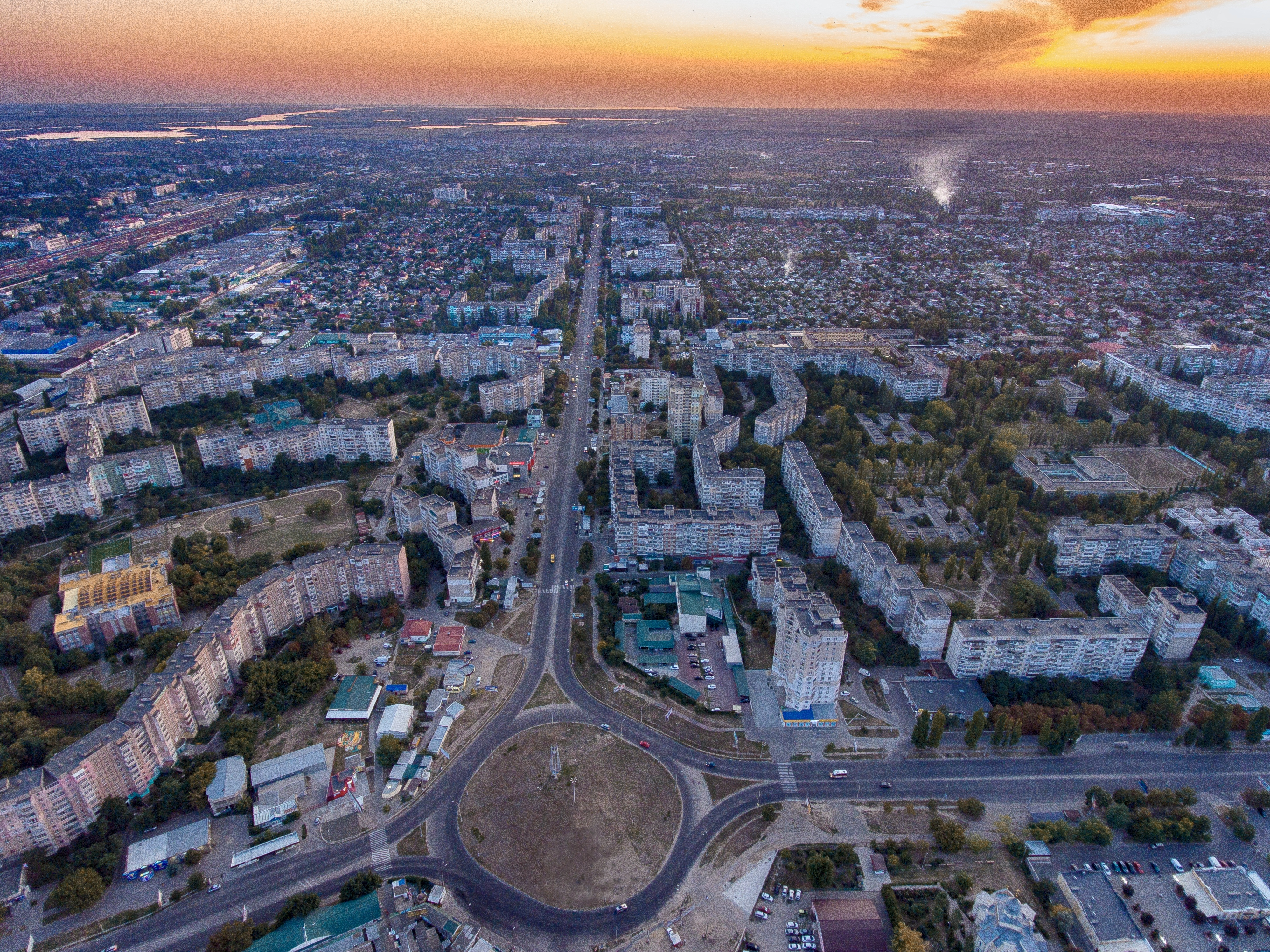
Trabantenstadt Tawriskji

In den Gebieten neben der bis auf wenige Reste verschwundenen Festung Cherson aus dem 18. Jahrhundert wurde im 19. Jahrhundert ein neues, schachbrettartig strukturiertes Straßennetz angelegt. Die vom Abhang zum am Dnepr gegen Nordnordwesten führenden Hauptachsen sind die Worontsowskistraße, die am Odessaplatz beginnt, und die Otschakowstraße. Sie werden von der Sobornastraße, der Suworowstraße, der Theaterstraße, der Ukrainestraße und vielen Quartierstraßen gekreuzt. Im Norden des Stadtteils passiert die Europastraße 97 (E 97) die Siedlung; sie überquert den Platz vor dem Bahnhof Cherson und verbindet die Stadt mit der Krim. Westlich davon beginnt die Autobahn nach Mykolajiw.
Nördlich des Bahnhofsgebiets mit dem Hauptbahnhof und dem Güterbahnhof Cherson erstrecken sich bis zur Flussniederung der Woroschyna ausgedehnte Trabantensiedlungen und Gewerbeareale aus dem 20. Jahrhundert.

## Einrichtungen und Sehenswürdigkeiten

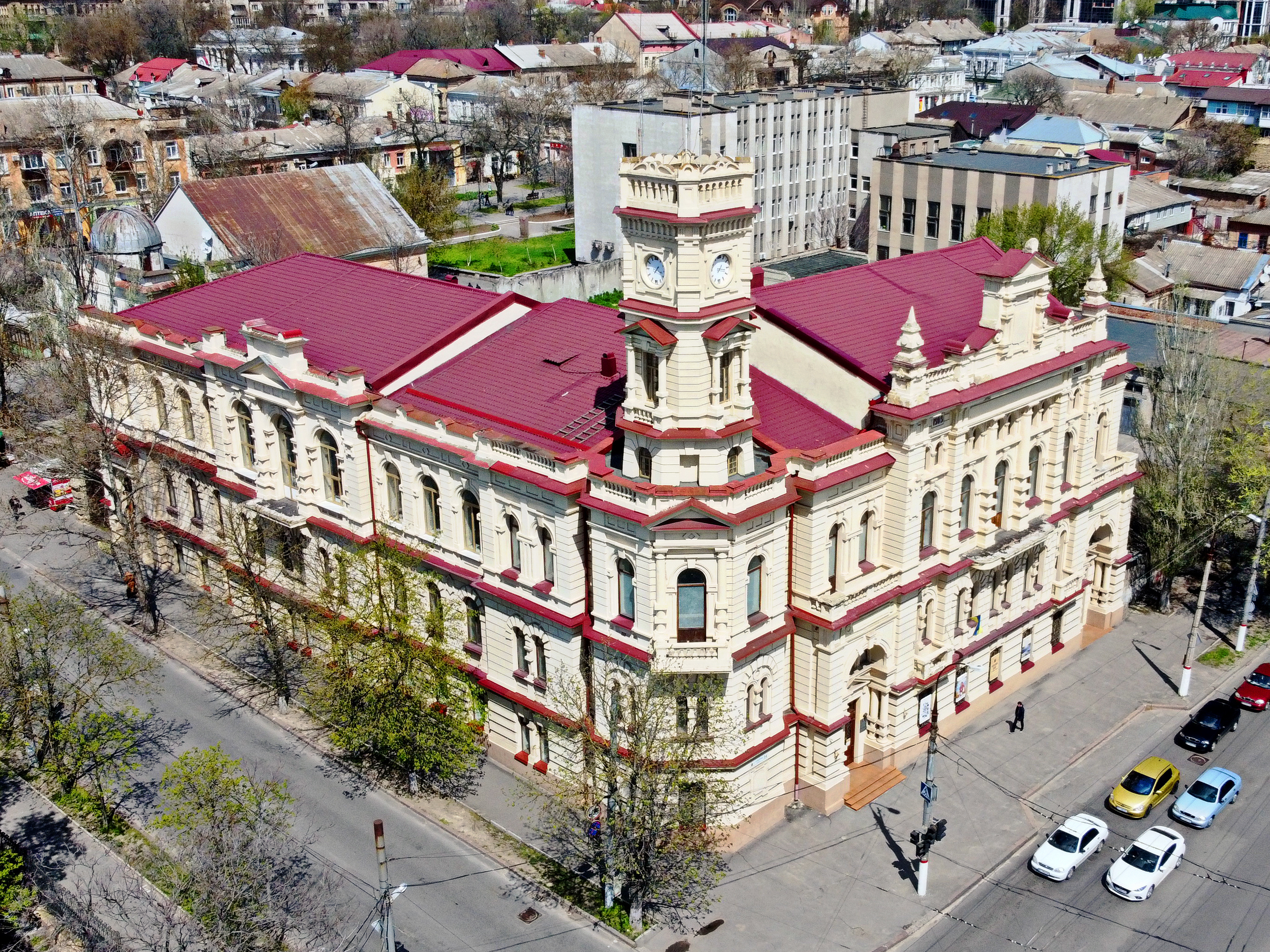
Kunstmuseum Cherson

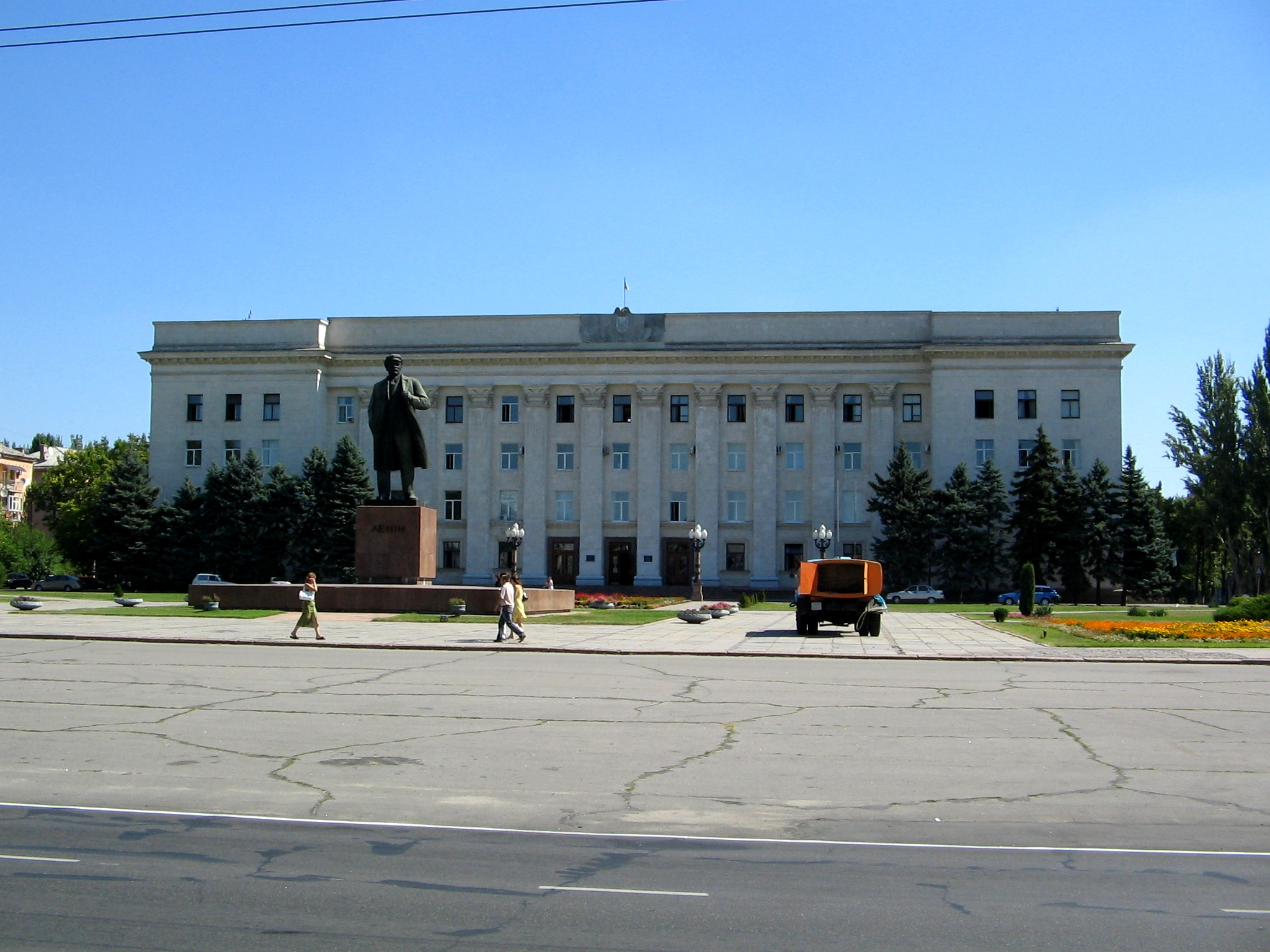
Bezirksverwaltung der Oblast Cherson am Freiheitsplatz, mit dem 2014 zerstörten Lenindenkmal (Fotografie 2006)

Im Rajon Suworow befinden sich zahlreiche öffentliche Einrichtungen und Baudenkmäler, z. B.:
- Stadthaus Cherson
- Bezirksverwaltung der Oblast Cherson
- Wohnhaus von Alexander Suworow
- Bahnhof Cherson
- Hafenverwaltung des Seehafens Cherson
- Sankt-Katharinen-Kathedrale
- Mariä-Himmelfahrt-Kathedrale
- Gebetshaus Golgotha
- Alter Stadtfriedhof
- Kunstmuseum Cherson
- Galerie des Nationalen Kunstvereins der Ukraine
- Regionalmuseum Cherson
- Natur- und Ökologiemuseum Cherson
- Literaturmuseum Cherson
- ehemalige Öffentliche Bibliothek Cherson
- Fernsehturm Cherson
- Seefahrerschule
- Bezirksspital Cherson
- Stadtspital Cherson
- Bezirksspital für infektiöse Krankheiten
- Bezirksgericht Cherson
- Kinder- und Jugendpalast Cherson
- Musikschule Cherson

- Mykola-Kulisch-Musiktheater
- Kristall-Stadion
- Konzerthalle
- Kino „Empire“
- Kino „Avangard“

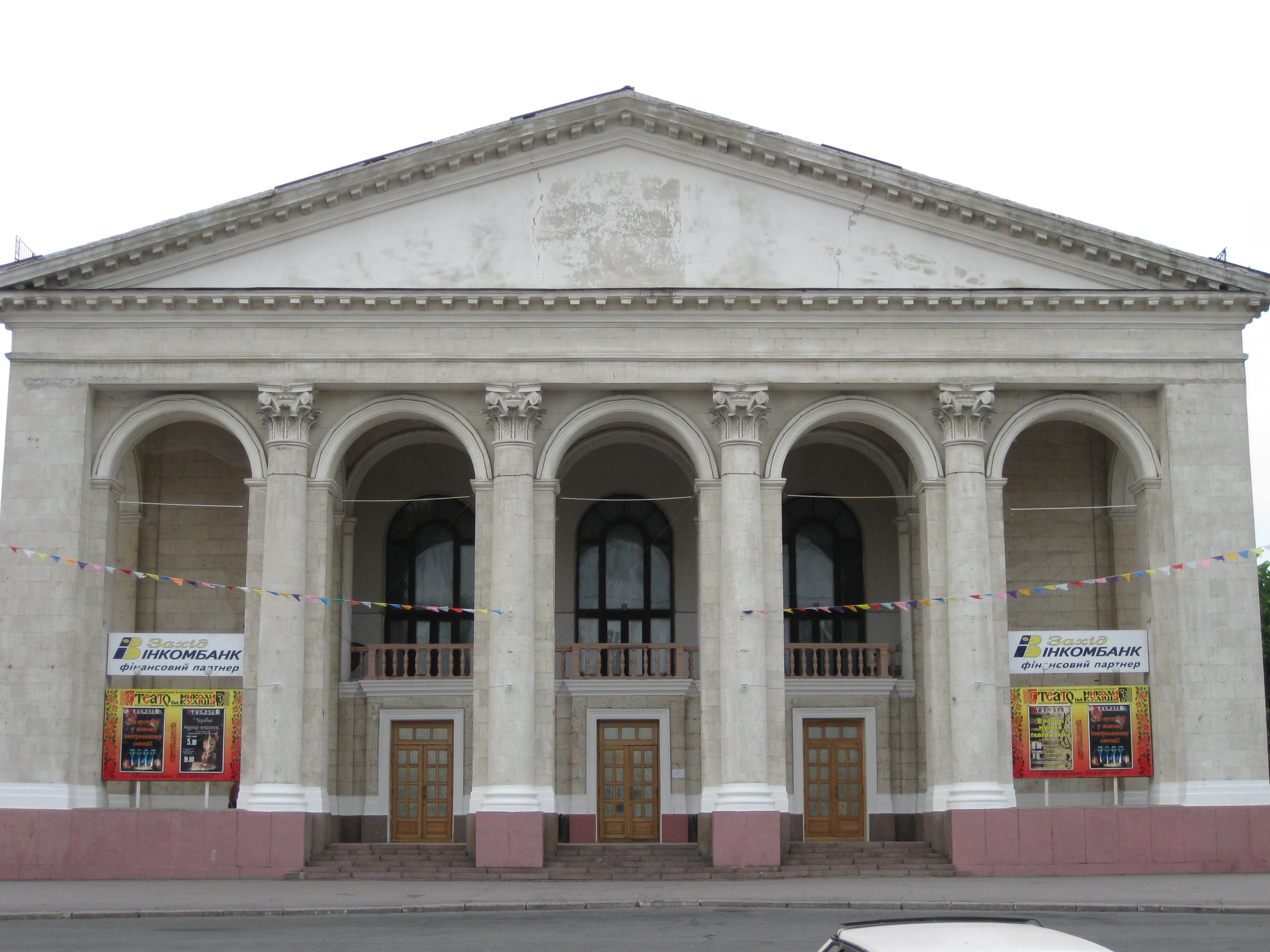
Mykola-Kulisch-Musiktheater

- Abteilung Cherson der Admiral-Makarow-Universität für Schiffbau
- Botanischer Garten Cherson
- Schulen und Sportanlagen
- Regionale Jugendbibliothek
- Tor der ehemaligen Stadtbefestigung
- Admiralitätsarsenal (ehemaliges Zeughaus; Untersuchungsgefängnis)
- mehrere Parkanlagen

Im Stadtteil stehen einige Denkmäler im Zusammenhang mit der Stadtgeschichte, z. B.:

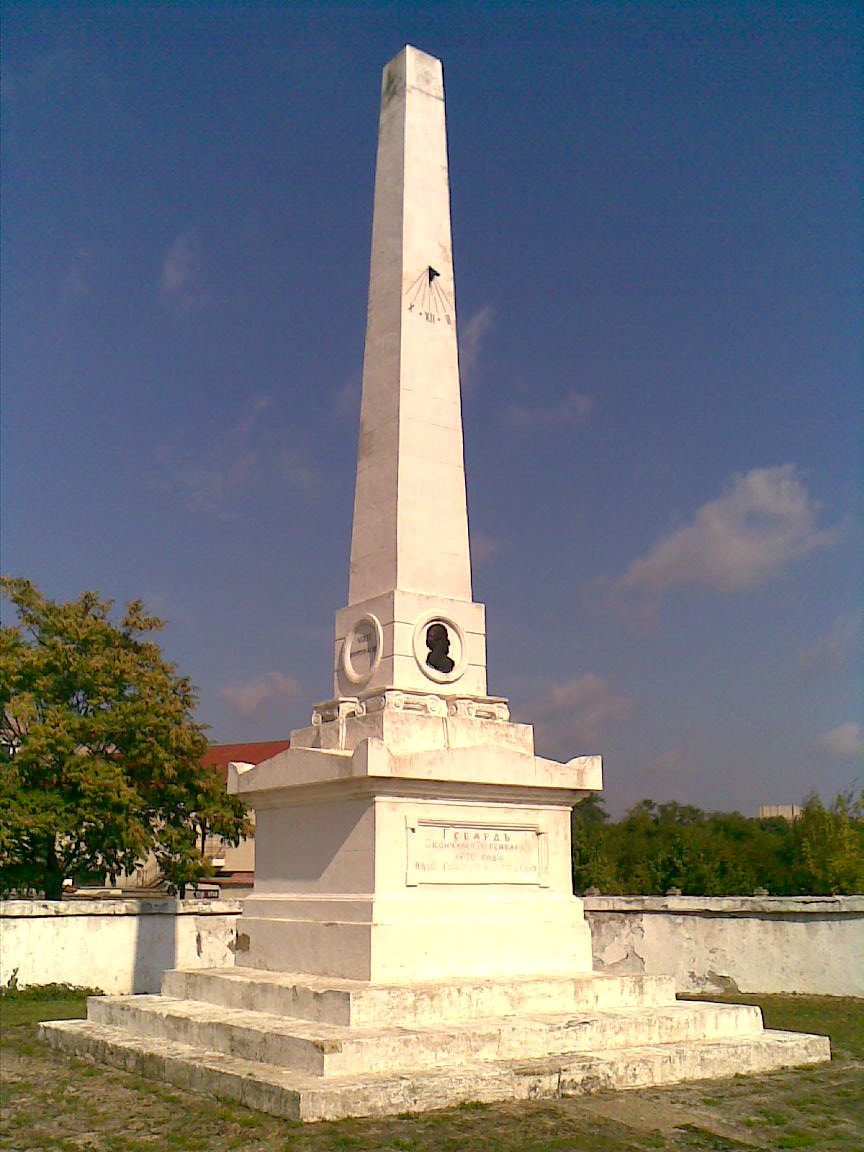
John-Howard-Denkmal

- Potjomkin-Denkmal (von den russischen Besatzungsbehörden am Ende der Besetzung der Stadt Cherson 2022 nach Russland verschleppt[1][2])
- Uschakow-Denkmal
- Uschakow-Kapelle
- Denkmal für die ersten Schiffe
- John-Howard-Denkmal
- Kosmodemjanskaja-Denkmal
- Denkmal für die im Afghanistankrieg und andern Konflikten gefallenen Soldaten aus Cherson
- Muttergottes-Denkmal (auf dem Platz der von der sowjetischen Regierung zerstörten orthodoxen Kirche der heiligen Jungfrau)

## Wirtschaft
Der Rajon Suworow umfasst zahlreiche Industrie- und Gewerbebetriebe, vor allem im Bahnhofgebiet, sowie Handels- und Kaufhäuser. In allen Bereichen des Stadtteils sind Dienstleistungsbetriebe, Fachhandelsgeschäfte und Hotels Niedergelassen.
Am Dnepr sind Umschlagsbetriebe und Lagerhäuser für den Binnenhandel der Ukraine und die Hochseeschifffahrt tätig.
An der Autobahn nach Mykolajiw befindet sich der Busterminal von Cherson Автовокзал Херсон.